# زاك روزين
زاك روزين (14 مارس 1989 في الولايات المتحدة - ) (بالإنجليزية: Zack Rosen) هو لاعب كرة سلة أمريكي في مركز هجوم خلفي. لعب مع نادي هبوعيل حولون.

## وصلات خارجية
- زاك روزين على موقع الدوري الأوروبي لكرة السلة (الإنجليزية)
- زاك روزين على موقع كرة السلة الأوروبية.كوم (الإنجليزية)
- زاك روزين على موقع كلية كرة السلة في سبورتس رفرنس.كوم (الإنجليزية)
- زاك روزين على موقع ريلجم (الإنجليزية)
- زاك روزين على موقع بروبوليرز (الإنجليزية)
- زاك روزين على موقع سبورتس رفرنس (الإنجليزية)